# Mucky Pup
Mucky Pup fou una banda de hardcore punk i crossover thrash estatunidenca, formada a Bergenfield el 1986 quan els germans Chris i John Milnes (veu i bateria respectivament) es van unir a Scott Dottino (baix) i Dan Nastasi (guitarra).
Al llarg de la seva trajectòria, la banda va passar per diversos canvis de formació i d'estil musical. El seu major èxit fou amb l'àlbum de 1989, A Boy in a Man's World. El grup es va separar el 1995, però va retornar del 2009 fins al 2014 amb una formació rotativa de membres antics i nous, amb el vocalista Chris Milnes com a fix.

## Discografia

### Àlbums d'estudi
- Can't You Take a Joke? (1988)
- A Boy in a Man's World (1989)
- Now (1990)
- Act of Faith (1992)
- Lemonade (1993)
- Five Guys in a Really Hot Garage (1995)

### En directe
- Alive &amp; Well (1993) (llançament només a Europa)
- Live At Mexicali 2009 (2009, CD i DVD)

### Maquetes
- Live and Mucky (1987)
- Greatest Hits (1987)